# 1年777組
『1年777組』（いちねんなななぐみ）は、愁☆一樹の4コマ漫画作品。芳文社の雑誌『まんがタイムきらら』（月刊）で2002年10月号から2008年6月号まで連載された。また、『まんがタイムきららキャラット』（隔月刊）では2003年6月号から2004年8月号まで連載された。
2005年1月26日には、フロンティアワークスよりドラマCDが発売された。

## あらすじ
夢限学園の1年777組には、猫や魔法使いや忍者や巫女や幽霊など、多種多様な特徴をもった生徒326名が在籍している。そんなクラスでの、様々な人間関係や恋愛模様などが楽しく描かれる。

## 主な登場人物
春野こりす（はるの こりす）
1年777組の女子生徒。本作品の主人公。1年777組に転入してきた。
いわゆる“天然”な性格。猫の姿のときの ねことを「ねこさん」と呼び、ねこさんのことが好きだと言うが、それが人間の姿の ねことと同一人物であるとは気付いていない。反面意外に鋭いところもあり、しのぶの隠れ蓑の術やしょう子のストーキングも簡単に見抜いてしまう。本物の猫も大好きで、放課後は野良猫ウォッチングに精を出しているため意外と運動神経は良い。料理も得意。
実際には高校生であるにもかかわらず、童顔と発育不全のために知らない人からは小学生に見られるのが悩み。実の父親ですら、小学生の頃の写真と現在の写真との区別がつけられない。頭に巨大な花の髪飾りを付けており、これを無くしたときは皆が こりすを認識できなかった。
誰とでも友達になってしまうタイプであり、その性格から色恋とは無縁だったが、次第に（人間の姿の）ねことを意識する様になった。
夏本みたか（なつもと みたか）
1年777組の女子生徒。委員長を務めている。誰からも「委員長」と役職名で呼ばれており、単行本2巻では777組の謎として「委員長の本名は何て言うのか」が挙げられるネタがあったり、クラス替え発表の際も皆が名簿で「委員長」を探したりしている。本人いわく、変人ばかりのクラスであまりに普通すぎる自分を変えるために委員長に立候補したものの、かえって名前を憶えてもらえないという誤算が生じたの事。
ツッコミ担当で、当初は本作品で唯一の一般的な人間として描かれていたが、連載が進むにつれファンタジー的なものを好むという嗜好が明らかになってきている。ちょこに人形の服を着せて喜んだりしている。
成績は良く、試験では学年2位である。学年で50位以内であれば1組に所属することになっているというが、何故777組になったのかは不明であり、本人もわからないらしい。ねこととは勉強のライバルであると同時に、こりすとの仲を応援して色々と気を配っている。
秋里ねこと（あきさと ねこと）
1年777組の男子生徒。
人間だが、魔法を掛けられて猫の姿にされてしまっており、愛の力で人間の姿に戻ることができる。猫の姿の時に こりすに抱き締められることによって人間に戻ることが多い。なお、保健医（男性）に抱き締められた場合には、耳と尾だけが猫で他の部分は人間に戻る。こりすのことが好きだが、猫の姿と人間の姿が同一人物であることに気付いてもらうのが目下の課題である（しかし猫の姿の時はさんざん抱きついたりしているので、正体がバレたら却って嫌われるのではないかという不安も抱えている）。こりすの性格や きつねの妨害もあって恋愛方面の努力はなかなか報われず、周囲の涙を誘っている。
成績は学年トップで本当は1組に入るハズだったが、きつねに「悪い虫がつかない様に」と前述の魔法をかけられてしまい777組となった経緯がある（学力に加えて童顔でフェミニストなので人間の姿の時はかなりモテている）。ただし、そのおかげで こりすに出会えたので、結果オーライと本人は思っている。なお こりすの発育不全については、むしろそれが良いらしい。
一時期こりすに抱き締められても人間に戻れなくなってしまい、その際に魔法をかけ直されて「自分の意志で変身できるが、きつね以外の女の子に触れると強制的に猫の姿になる」という形になる。本人も結構猫の生活が気に入っているらしく、その後も猫の姿で居る事が多い。なお昔から きつねに散々色々な物に変身させられていたせいか、家族も全く気にしていないらしい。また猫の姿の時は人間語と猫語の両方を操る事ができる。
冬間きつね（とうま きつね）
1年777組の女子生徒。魔法使い。
ねことの幼馴染みで、猫の姿にしてしまっている張本人。ねことを愛する余り、彼が他の人の愛を受けることの無いように姿を変えさせたという。他にも惚れ薬や怪しげな呪（まじな）いを掛けた弁当を ねことに食べさせようとするなど、愛情の表現方法があまり一般的ではないといえ、ことごとく逆効果となっている。当然こりすを一方的にライバル視している。
母親も魔女で、恋の魔法が失敗続きなのは母親譲りらしい。
先生
1年777組の女性教諭。
通常は大人の女性の姿をしているが、これは「着ぐるみ」であり、中身はどうみても幼児である（脱ぐと言葉遣いも変化する）。熊やパンダの着ぐるみなど、様々な着ぐるみを所有しているらしい。着ぐるみは冷暖房完備。妹がおり、1年26組所属。普通の女子生徒だが、着ぐるみの話になると口ごもる。
服部しのぶ（はっとり しのぶ）
1年777組の女子生徒。
忍者で、普通の制服ではなく忍び装束を着ていることも多い。修行中の身であるため主君はいない。隠れ蓑や天井歩きの術が得意で、教室の席は1人だけ天井に設置されている。
小原ちょこ（おはら ちょこ）
1年777組の女子生徒。
他の登場人物よりも体が著しく小さく（人形サイズ）、猫の背中に乗って移動することができたり、蕗の葉を傘の代わりにすることができたり、食事はスプーン1～2杯の量で済むほどである。他の人と同じくらいに大きくなりたいと願っている。
「ここあ」という名の妹がいて、昔は ちょこ同様小さかったが現在は普通人のサイズなので、ちょこもいずれ大きくなる可能性はある。一度保険医の怪しい薬で大きくなった事があるが、頭身はそのままで身長のみ一般人並みになってしまっていた。
祈祷れい子（きとう れいこ）（※「祷」の字は正しくは示偏に壽＝禱。）
1年777組の女子生徒。神社の巫女。
霊能力を持ち、常人には見えない幽霊や精霊の姿を見る事ができるが、逆にそのためか幽霊が大の苦手。幼馴染である幽子が幽霊になってしまったため困惑している。同じ霊体でも桜の精であるサクラは平気らしい。
性格的には普通の女の子で、委員長と共にツッコミを担当する事が多く、ダイエット仲間でもある。
仙山幽子（せんざん ゆうこ）
1年777組の女子生徒。
既に死亡しており、幽霊となって毎日他の皆と仲良く過ごしている。れい子とは生前からの幼馴染。沢山の幽霊の友達がいるらしい。
姫宮ヒメ（ひめみや ヒメ）
1年777組の女子生徒。
どこかのお姫様らしく、一般に想起される“平安時代の貴族の姫君”のような装束を着、牛車で登下校している。言葉遣いも古風。
次郎丸に懸想されているが、全く気付いていない。
家臣太郎丸（いえおみ たろうまる）
1年777組の男子生徒。
姫に仕える家臣のひとり。次郎丸の実兄。弟の姫に対する気持ちを知っていて、それをネタにからかう事が多い。
家臣次郎丸（いえおみ じろうまる）
1年777組の男子生徒。
姫に仕える家臣のひとり。太郎丸の実弟。姫に懸想しているが、身分の差があるために思い悩んでいる。
味吉洋子（あじよし ようこ）
1年777組の女子生徒。
学業の傍ら、夢限学園の学生食堂でも働いている（洋食担当）。仕事には一生懸命だが、報われないことも多い。
和美（かずみ）、中華（ちゅうか）という2人の姉がいる。2人とも同じ夢限学園の学生食堂で働いており、これを理由に家事をすべて自分に押し付けられてしまっていたため、自分も働こうと考えたのだという。
音無しょう子（おとなし しょうこ）
1年777組の女子生徒。
大人しく寡黙な性格。初登場時は、こりすと友達になろうとしたが、なかなか声を掛けることができず、長時間にわたって こりすを見つめることしかできなかった。上がり性なのか、こりすに手を握られたり、こりすの笑顔を見ただけで、嬉しさの余り失神してしまうことも。現在は人見知り症改善のために学食でアルバイトをしている。
サクラ
桜の精。毎年春、花見の回にだけ登場する（ただし2006年春はクラス替えのエピソードになったため未登場）。幼い女の子の姿をしている。
れい子とは10年来の幼馴染。精霊であるため普通の人間には見えないとされているが、霊能力を持つれい子を始め、777組の生徒の多くは姿を見たり会話することができる。
迷人（めいと）
1年777組の男子生徒。
極度の方向音痴で、教室には入学以来3度しか辿り着いたことが無い（2回目は何故かコタツの中から出現）。道を尋ねて、相手が正しい方向を教えてくれても、その逆の方向に行ってしまう。
きつねに恋していて、ねことの身代わりに怪しい薬入り食品の犠牲になる事が多い。また最近は洋子の弁当を気に入っている（ただし味オンチ）。
源氏雅（げんじ みやび）
1年1組の女子生徒。委員長を務めている。お嬢様でツンデレキャラ。
危うく里美の転入と共に777組に編入されそうになるが、里美に1組に入らせる事で辛うじて回避している。成績はねこと・みたかに次いで学年3位。
なお、1組は学年で50位以内でないと入ることができないという。
平家里美（へいけ さとみ）
1年1組の生徒。雅に仕えるメイド。服装はメイド服だが性別は不明である。
登場当初は、777組に転入することになっていたが、雅が1組であるため、試験によって1組に編入しなおした。
メイドでありながら極度のドジっ娘で、しょっちゅう転んでいるため、しのぶの指導で歩き方の修行中。お茶を煎れるのだけは上手。
保健医
夢限学園の第4保健室に常駐している男性保健医。
通常は白衣を着ており、背中からは天使のような羽が生えているため、“白衣の天使”と呼ばれることもある。
怪しげな薬を作って人体実験することを好む。作中では、主に ねことを標的にしている描写が多く、ねことを誘い出すために、こりすに似せたロボットを作ったりもしている。
生徒達が他の「普通の」保健室に行ってしまうためかなりヒマらしく、教室に営業に来る事もある。
こりすロボ
保健医が作った助手ロボット。
ねことを誘い出す目的で外観・性格共に こりすそっくりに作られているが、頭のアンテナと、猫の姿である ねことをうっかり「ねこと君」と呼んでしまう所（本物の こりすは「ねこさん = ねこと」を知らない）などで識別可能。ねことを好きになる様にプログラムされているが、製作者である保健医に恋しているらしい。
他に、ねことそっくりの2号機も存在する。
夏花（なつか）
れい子の叔母の経営する旅館近くの海に憑依していた幽霊の少女。好きな人を300年待ち続けていて、自分が幽霊になった事に気付いていなかった（相手はよく迷子になる誰かさんの先祖）。残留思念が強いため、他人に触れられたり脚もあるなど、一見幽霊には見えない。成り行きで れい子の叔母の旅館で働く事になる。
学園長
無限学園の学園長。ウサミミ少年。「ウサギは寂しいと死んでしまう」と聞いて友達を作るために学園を創設した。見た目通りの子供でファジーに甘える事が多いが、最近は こりすにも懐いている。
ファジー
学園長の補佐役兼お世話係。妙齢の女性。仕事には有能で学園の実質的な運営者であるが、やたらマイペースな言動で学園長を翻弄している。
ラビリンス
1年999組の委員長を務める女生徒。人数が増えすぎた999組の分割の動きを知り、ファジーを拉致して学園全ての乗っ取りを企てる。

## 主な舞台
夢限学園（むげんがくえん）
本作品の舞台となる高校。1学年あたり少なくとも777クラスあり、777組には326名が在籍している（仮に1クラス当たりの在籍者数がすべて同じならば、単純計算で1学年あたり25万人以上、3学年あるとすれば75万人以上の生徒が在籍していることになる）。さらには謎の999組も存在する。
学園の中には異次元空間があり、異次元空間の中に人や物が入り込むと他のところにワープするが、迷い込んで出られなくなることもある。
プールは7箇所あり、水平線を見ることができる場所もある。毎年遭難者が多発しているらしい。
学園の周囲は5キロあるらしい。最初は小さな規模だったらしいが、現在は学園長やファジーもその全貌を把握できない程になっている。

## 書誌情報等

### 単行本
芳文社より「まんがタイムKRコミックス」として刊行されている。全5巻。
1. 第1巻（2003年12月12日発行） ISBN 4-8322-7503-8
2. 第2巻（2004年12月10日発行） ISBN 4-8322-7522-4
3. 第3巻（2006年6月10日発行） ISBN 4-8322-7576-3
4. 第4巻（2007年8月11日発行） ISBN 4-8322-7642-5
5. 第5巻（2008年7月13日発行） ISBN 4-8322-7705-7

### ドラマCD
ドラマCD『1年777組』は、フロンティアワークスより2005年1月26日に発売された。1話あたり約6 - 10分で、全7話が収録されている。このうち第1話から第6話までは、単行本第1巻に収録されている内容を抜粋してドラマ化したものであり、第7話はこのCDのために新たに書き下ろされた脚本に基づいている。
キャスト
- 春野こりす：水樹奈々
- 夏本みたか：真田アサミ
- 秋里ねこと：保志総一朗
- 冬間きつね：堀江由衣
- 先生：三石琴乃
- 服部しのぶ：後藤沙緒里
- 小原ちょこ：金田朋子
- 祈祷れい子：広橋涼
- 仙山幽子：新谷良子
- 姫宮ヒメ：近藤佳奈子
- 家臣太郎丸：宮野真守
- 家臣次郎丸：進藤一宏
- 味吉洋子：中山恵里奈
- 音無しょう子：廣田詩夢
- 迷人：宮田幸季
- こりす父：出村貴
- こりす母：菊池志穂